# ルイザーゴ
ルイザーゴ（伊: Luisago）は、イタリア共和国ロンバルディア州コモ県にある、人口約2,700人の基礎自治体（コムーネ）。

## 地理

### 位置・広がり
コモ県南西部のコムーネ。県都コモから南南西へ7kmの距離にある。

#### 隣接コムーネ
隣接するコムーネは以下の通り。
- カズナーテ・コン・ベルナーテ
- カッシーナ・リッツァルディ
- フィーノ・モルナスコ
- グランダーテ
- ヴィッラ・グアルディア

### 地震分類
イタリアの地震リスク階級 (it) では、4 に分類される
。

## 行政

### 分離集落
ルイザーゴには、以下の分離集落（フラツィオーネ）がある。
- Portichetto, Milanino, San Martino, Ca' dei boschi